# Miss International 2002
Miss International 2002, quarantaduesima edizione di Miss International, si è tenuta presso Century Hyatt, Tokyo il 30 settembre 2002. La libanese Christina Sawaya è stata incoronata Miss International 2002.

## Risultati

### Piazzamenti
| Risultato finale        | Concorrente |
| ----------------------- | --- |
| Miss International 2002 | - Libano - Christina Sawaya |
| 2ª classificata         | - Francia - Emmanuelle Jagodsinski |
| 3ª classificata         | - Giappone - Hana Urushima |
| Semifinaliste           | - Corea del Sud - Yoon-Joo Gi - Nicaragua - Marianela Lacayo Mendoza - Polonia - Monika Angermann - Rep. Ceca - Lenka Taussigová - Rep. Dominicana - Jeimi Hernández - Senegal - Mame Diarra Mballo - Spagna - Laura Espinosa - Thailandia - Piyanuch Khamboon - Turchia - Nihan Akkus |

### Riconoscimenti speciali
- Miss Friendship:  Hong Kong - Cathy Wu Kar-Wai
- Miss Photogenic:  Cina - Amy Yan Wei
- Best National Costume:  Corea del Sud - Yoon-Joo Gi

## Concorrenti
- Aruba - Jerianne Tiel
- Bolivia - Carla Ameller
- Brasile - Milena Ricarda de Lima Lira
- Canada - Alicia Victoria Altares
- Cina - Amy Yan Wei
- Cipro - Nichole Stylianou
- Colombia - Consuelo Guzman Parra
- Curaçao - Luz Thonysha De Souza
- Ecuador - Isabel Cristina Ontaneda Pinto
- Filippine - Kristine Alzar
- Finlandia - Katariina Kulve
- Germania - Eva Dedecke
- Grecia - Stella Yiaboura
- Guatemala Evelyn Arreaga
- Hawaii - Chun Hui Chen
- Hong Kong - Cathy Wu Kar-Wai
- India - Gauhar Khan
- Isole Marianne Settentrionali - Christine Juwelle Cunanan
- Israele - Shelly Dina'i
- Jugoslavia - Aleksandra Kokotovic
- Macedonia - Marta Pancevska
- Malaysia - Krystal Pang Chia Boon
- Malta - Alison Abela
- Messico - Velia Rueda Galindo
- Moldavia - Mariana Moraru
- Panama - Cristina Herrera
- Porto Rico - Mariela Lugo Marín
- Regno Unito - Juliet-Jane Horne
- Russia - Kseniya Efimtseva
- Singapore - Marie Wong Yan Yi
- Slovacchia - Zuzana Gunisova
- Stati Uniti - Mary Elizabeth Jones
- Svezia - Emelie Lundquist
- Tunisia - Nihad El-Abdi
- Venezuela - Cynthia Cristina Lander Zamora